# Суванна Пхума
Принц Суванна Пхума (лаос. ເຈົ້າສຸວັນນະພູມາ; 7 жовтня 1901 — 10 січня 1984) — лаоський державний і політичний діяч, член королівської родини, чотири рази очолював уряд Лаосу.

## Біографія

### Ранні роки
Був дев'ятим сином принца Бутхонга й однокровним братом принца Суфанувонга. Первинну освіту здобував у Ханої. Там же навчався в ліцеї Альбера Сарро, а також в Індокитайському університеті, вищу освіту здобував у Франції, де закінчив Паризьку школу цивільних інженерів й Енергетичний інститут у Греноблі, здобувши дипломи інженера-архітектора й інженера-електрика відповідно. 1931 року повернувся на батьківщину та майже 15 років працював на адміністративній та інженерно-технічній роботі у Французькому Індокитаї, займався будівництвом у В'єнтьяні. У 1944—1945 роках був головним інженером Бюро громадських робіт Лаосу, потім головним інженером Бюро громадських робіт Індокитаю.

### Рух «Вільний Лаос»
Наприкінці Другої світової війни, коли влада Франції над Лаосом послабилась, і значна частина місцевої еліти виступила за незалежність країни, принц Суванна Пхума включився до політичної боротьби, підтримавши рух «Вільний Лаос». 12 жовтня 1945 року він зайняв посаду міністра громадських робіт у тимчасовому уряді принца Каммао, який того ж дня проголосив незалежність Лаосу. Однак навесні 1946 року «Вільний Лаос» зазнав поразки, і принц Суванна Пхума разом з іншими його лідерами емігрував до Таїланду, рятуючись від сил французького експедиційного корпусу. Там він прожив понад три роки, допоки у «Вільному Лаосі» не стався розкол. Угруповання принца Каммао, члени якого вважали, що домогтись від Франції розширення автономії можна шляхом перемовин, виключило з лав руху принца Суфанувонга та його прибічників, які вимагали продовження збройної боротьби. Після того, як 19 липня 1949 року було підписано Генеральну конвенцію, відповідно до якої Франція формально визнала незалежність Лаосу, лідери «Вільного Лаосу» вже не вбачали сенсу в продовженні конфронтації з В'єнтьяном і Парижем.

### Повернення до Лаосу
Восени того ж року почались перемовини між лідерами руху та королівською владою Лаосу. 30 вересня 1949 року прем'єр-міністр королівського уряду принц Бун Ум, а 6 жовтня комісар Французької республіки в Лаосі Жан де Раймон надіслали Суванні Пхумі до Таїланду листи з гарантіями цілковитої безпеки членам «Вільного Лаосу», які повернуться. Невдовзі уряд Каммао та власне рух були розпущені, й Суванна Пхума, як і більшість колишніх опозиціонерів, повернувся на батьківщину.
Уже 24 лютого 1950 року він увійшов до складу першого уряду Пхуї Сананікона, обійнявши посаду міністра громадських робіт, планування, пошти та зв'язку. Того ж року він разом з Катаєм Доном Сасорітом і принцом Каммао став одним із засновників Національної прогресивної партії Лаосу.

### Перше прем'єрство
Після того, як Національна прогресивна партія здобула перемогу на парламентських виборах 1951 року, принц Суванна Пхума 21 листопада 1951 року очолив уряд Лаосу, що продовжував перебувати під французьким контролем, також він отримав посаду міністра громадських робіт і планування. У подальшому він також обіймав посади міністра з питань інформації та міністра сільського господарства.
Примирення між королівським двором і лідерами розформованого «Вільного Лаосу» не забезпечило миру в країні. Від 1952 року сили Патріотичного фронту Лаосу на чолі зі зведеним братом Суванни Пхуми принцом Суфанувонгом, розгорнули в Лаосі масштабну партизанську війну. Навесні за підтримки Демократичної Республіки В'єтнам вони розгорнули стрімкий наступ, зайняли низку провінцій і до травня створили безпосередню загрозу зовнішнім опорним пунктам оборони королівської резиденції в Луанґпхабанґу. Уряд Суванни Пхуми надіслав на ДРВ скаргу до ООН, звинувативши її в агресії. За такої ситуації Франція 3 липня 1953 року заявила про свій намір надання незалежності країнам Індокитаю, та 15 жовтня в Парижі почались французько-лаоські перемовини. 22 жовтня 1953 року король Сісаванг Вонг і президент Франції Венсан Оріоль підписали Договір про дружбу та співробітництво, відповідно до якого Франція визнавала цілковиту незалежність Лаосу, а Суванна Пхума та французький прем'єр-міністр Жозеф Ланьєль — додаткові конвенції до нього. 1954 року уряд включився до процесу міжнародного врегулювання в Індокитаї, взявши участь у Женевській конференції та підписавши Женевські угоди. Втім питання внутрішньолаоського врегулювання спричинили конфлікти всередині уряду. Після того, як у вересні 1954 року було вбито міністра оборони Ку Воравонга, кабінет Суванни Пхуми було розформовано в результаті урядової кризи.
20 жовтня 1954 року Суванна Пхума залишив посаду прем'єр-міністра та ввійшов до складу уряду Катая Дона Сасоріта, отримавши портфель міністра національної оборони й у справах ветеранів війни.

### Друге прем'єрство
Після парламентських виборів 1955 року Катай Дон Сасоріт відповідно до процедури подав у відставку та не зміг сформувати кабінет, що влаштував би Національні збори. 21 березня 1956 року принц Суванна Пхума повернувся на посаду прем'єра. Одночасно він отримав портфелі міністра національної оборони, міністра у справах ветеранів, міністра закордонних справ і міністра інформації. Вже у серпні він відновив діалог з Патет Лао та провів перемовини у Ханої та Пекіні з керівниками Північного В'єтнаму та КНР відповідно. 29 вересня 1956 року було ухвалено переглянуту Конституцію королівства, що затвердила вихід країни зі складу Французького Союзу, а 31 жовтня було підписано угоду про перемир'я між королівською армією та загонами ПФЛ. Однак 30 травня 1957 року Національні збори, схваливши в цілому результати перемовин щодо примирення, висловили невдоволення їхнім повільним просуванням та поступками опозиції з боку уряду. Суванна Пхума подав у відставку.
Спроби Катая Дона Сасоріта, Бонга Суваннавонга та Пхуї Сананікона сформувати кабінет не принесли результатів. Тому на початку серпня Суванна Пхума сформував свій новий уряд та заявив, що «відновлення єдності шляхом врегулювання проблеми Патет Лао залишається національним імперативом номер один». 16 вересня змішані комісії сторін відновили роботу, а принци Суванна Пхума та Суфанувонг знову сіли за стіл перемовин у В'єнтьяні. 2 листопада 1957 року було підписано В'єнтьянські угоди, що визнавали Патріотичний фронт легальною політичною партією з правом парламентської діяльності, забороняли репресії щодо його членів, проголошували нейтралітет Лаосу тощо.
19 листопада 1957 року Суванна Пхума сформував уряд національної єдності, до складу якого ввійшли як лідери Патріотичного фронту Лаосу Суфанувонг і Пхумі Вонґвікіт, так і лідери лаоських правих брати Сананікони й Катай Дон Сасоріт. У грудні прем'єр відвідав провінції Хуапхан і Пхонгсалі, які раніше контролювались ПФЛ, і відновив там королівську адміністрацію. 18 лютого 1958 року два батальйони сил ПФЛ було включено до складу королівської армії, а на додаткових парламентських виборах 4 травня Патріотичний фронт виборов 9 місць у Національних зборах. Зміцнення позицій ПФЛ спричинило занепокоєння західних держав, про що Суванні Пхумі заявили під час його поїздки до США, Франції та Великої Британії на початку 1958 року. Щоб зміцнити чинний режим Суванна Пхума пішов на об'єднання з правими. 13 червня 1958 року його партія та партія Пхуї Сананікона об'єднались та створили Лаоське народне зібрання (Лао Лум Лао). Суванна Пхума став його головою. 19 липня він оголосив про виконання Женевських угод 1954 року, та невдовзі Міжнародна контрольна комісія перервала свою роботу на невизначений термін. За чотири дні, 23 липня, кабінет Суванни Пхуми пішов у відставку відповідно до процедури після затвердження результатів виборів до Національних зборів. Після того король знову доручив принцу формування кабінету, втім парламент рішуче відкинув його кандидатуру. Звинувачений у сприянні комуністам та змові зі своїм зведеним братом Суфанувонгом, Суванна Пхума на чотири місяці був відсторонений від політики, допоки в листопаді 1958 року його не призначили на посаду посла Лаосу у Франції. Тим не менше, він формально залишався лідером партії, опозиційної до уряду Сомсаніта, який прийшов до влади 1960 року.

### Третє прем'єрство
Суванна Пхума раптово повернувся на батьківщину навесні 1960 року та був обраний головою Національних зборів. За час його відсутності Лаос пережив крах національного примирення, військовий переворот і відновлення масштабної громадянської війни. Праві уряди, що перебували при владі, робили ставку на військове розв'язання проблеми ПФЛ, спираючись на широку американську військову й економічну допомогу, однак далеко не всі вважали такий курс перспективним.
У ніч на 9 серпня 1960 року парашутний батальйон капітана Конга Ле здійснив переворот у В'єнтьяні, ліквідувавши парламентський режим правих партій. Лідери перевороту переконали нового короля Сісаванга Ваттану призначити Суванну Пхуму, якого вважали прибічником нейтралітету країни та національного примирення, головою уряду. Проте у ті ж дні прибічник правих генерал Пхумі Носаван підбурив повстання у Саваннакхеті, й Лаос було розколото на три зони. Тривалі перемовини сторін не принесли результатів, а союз Суванни Пхуми з Патріотичним фронтом Лаосу, укладений у листопаді, всупереч очікуванням, не схилив шальки терезів на його користь. 8 грудня 1960 року у В'єнтьяні відбувся третій в історії незалежного Лаосу військовий переворот, і уряд Суванни Пхуми було фактично повалено полковником Ку Абхаєм, який зажадав від прем'єра дійти згоди з Саваннакхетом. Наступного дня принц Суванна Пхума вилетів до Камбоджі, передавши владу генералу Патаммавонґу, але не склав повноваження прем'єр-міністра.

### У вигнанні
Захоплення влади у В'єнтьяні Бун Умом різко змістило політичні позиції Суванни Пхуми вліво. 22 лютого 1961 року принц прибув з Пномпеня до районів, що контролювались Патріотичним фронтом Лаосу та вже наступного дня уклав союз зі своїм зведеним братом Суфанувонгом. Відтоді риторика Суванни Пхуми стала антиамериканською та ледь не антиімперіалістською. Вже у січні 1961 року він заявив:
|  | Від самого початку Сполучені Штати протистояли єдиному реальному рішенню, можливому для Лаоса, - створенню уряду національної єдності, що включав рух Патет Лао. Вони робили все, що від них залежало, щоб завадити включенню Патет Лао до уряду 1957 року, а коли, попри їхні зусилля, мені вдалось це зробити, Сполучені Штати продовжили саботаж. |

У березні-квітні він відвідав СРСР, КНР, Індію, Францію, Об'єднану Арабську Республіку та низку інших країни, заручившись їхньою підтримкою. Суванна Пхума заявляв:
|  | Ми хочемо припинення вогню, невтручання з боку іноземців, оскільки внутрішні проблеми можуть бути вирішені самим народом. |

16 травня під тиском СРСР було скликано Женевську нараду з урегулювання лаоського питання. 6 червня 1961 року Суванна Пхума заявив у Москві:
|  | Якщо всі нації, такі ж відверті, як Радянський Союз, зрозуміють, що для Лаосу необхідно провадити нейтральну політику, якщо всі керівники, всі нації, присутні на Женевській нараді, будуть вирішувати це питання без потайних думок, то в даному випадку ми швидко розв’яжемо цю проблему, яка хвилює всіх лаосців. |

Суванна Пхума, Суфанувонг і Бун Ум провели кілька зустрічей та були змушені домовитись про спільне управління країною. 9 жовтня після перемовин у Намоні та Хінхепі три принци запропонували королю кандидатуру Суванни Пхуми на посаду голови коаліційного уряду, а 18 жовтня 1961 року король її затвердив. Однак принц Бун Ум не збирався віддавати столицю коаліції комуністів і нейтралістів, перемовини були перенесені до Женеви, громадянська війна відновилась. Лише 12 червня 1962 року три принци все ж домовились у Кханхаї про склад уряду національної єдності.

### Четверте прем'єрство
23 червня 1962 року набрав чинності коаліційний Уряд національної єдності Лаосу, до складу якого ввійшли представники всіх трьох угруповань, що протистояли одне одному. Окрім посади прем'єр-міністра Суванна Пхума зайняв також пости міністра національної оборони, у справах ветеранів війни та соціальних справ. Воєнні дії було припинено. 9 липня уряд заявив про нейтралітет Лаосу, що було закріплено в Декларації про суверенітет Лаосу та протоколі до неї, ухвалених на заключному засіданні Женевської наради 23 липня 1963 року. Втім примирення й того разу було нетривалим. Після вбивства міністра закордонних справ Кініма Пхолсени 1 квітня 1963 року Суфанувонг та інші представники ПФЛ залишили В'єнтьян, що зміцнило позиції правих. 19 квітня 1964 року Ку Абхай знову здійснив військовий переворот у В'єнтьяні, й Суванна Пхума, попри засудження перевороту королем, вже мав змістити свою політичну позицію вправо.
Він вивів зі складу кабінету нейтралістів, які виступали за співпрацю з ПФЛ, і 2 травня оголосив про злиття правого та нейтралістського угруповань. Від 17 травня 1964 року військова авіація США почала бомбардування «звільненої зони» Лаосу, що залишилась під контролем Патріотичного фронту. Таким чином США втягували Лаос до війни у В'єтнамі, що охопила всі три країни Індокитаю. Патріотичний фронт Лаосу відтоді відмовлявся вважати уряд Суванни Пхуми урядом національної єдності та не визнавав результати парламентських виборів 1965 й 1967 років. Після реорганізації в червні 1967 року уряд остаточно втратив тристоронній характер.
Після 1962 року Суванна Пхума очолював уряд у В'єнтьяні ще 12 років, однак контроль над столицею ще не означав контролю над усім Лаосом. До 1970 року майже вся територія країни контролювалась силами ПФЛ, а влада Суванни Пхуми поширювалась лише на вузьку смугу вздовж річки Меконг. Улітку 1972 року прем'єр, попри спротив правих, був змушений піти на перемовини з Патріотичним фронтом Лаосу. 14 жовтня того ж року до В'єнтьяна для перемовин прибула делегація ПФЛ на чолі з Пхуном Сіпасетом, а 21 лютого 1973 року було підписано другі В'єнтьянські угоди з відновлення миру в Лаосі. У жовтні 1973 року частини ПФЛ увійшли до В'єнтьяна й Луанґпхабанґа, проголошених нейтралізованими. 4 квітня 1974 року Суванна Пхума подав королю клопотання про відставку.

### Падіння монархії
5 квітня 1974 року принц Суванна Пхума очолив Тимчасовий уряд національної єдності за участі ПФЛ. Відтоді влада в країні поступово переходила до рук Народно-революційної партії Лаосу, що складала основу ПФЛ. До осені 1975 року вона фактично контролювала всю країну. 2 грудня 1975 року монархію було ліквідовано, Суванну Пхуму на посаді прем'єр-міністра замінив генеральний секретар НРПЛ Кейсон Фомвіхан, а принц став радником голови уряду.

### Останні роки
Решту життя Суванна Пхума провів у власному будинку на березі Меконга та, як стверджують, Кейсон Фомвіхан нерідко його навідував. Помер у січні 1984 року та був похований з найвищою шаною.